# Horace Tabberer Brown
Horace Tabberer Brown (n. 20 iulie 1848 – d. 6 februarie 1925) a fost un chimist englez.
Lucrând la o fabrica de bere Worthington Brewery, studiază germinația orzului, fermentația alcoolică și alte procese biologice care duc la obținerea berii.
În 1889 devine membru al Royal Society. În 1903 primește Royal Medal din partea Royal Society, iar în 1920 Medalia Copley.
În memoria sa, Institute of Brewing and Distilling acordă medalia care îi poartă numele, Horace Brown Medal, la fiecare trei ani câte unui om de știință cu contribuții remarcabile în domeniu.

## Legături externe
- Obituary note (pdf)
- Obituary from Biochemical Journal Arhivat în 1 august 2013, la Archive.is
- Horace Brown: Reminiscences of Fifty Years’ Experience of the Application of Scientific Method to Brewing Practice Arhivat în 16 iulie 2011, la Wayback Machine.